# I Am (singel Hilary Duff)
I Am – piosenka napisana przez Diane Warren i wyprodukowana przez Johna Shanksa na trzeci album Hilary Duff zatytułowany Hilary Duff (2004).